# بایو بلو (لوئیزیانا)
بایو بلو (به انگلیسی: Bayou Blue) یک منطقهٔ مسکونی در ایالات متحده آمریکا است که در لوئیزیانا واقع شده‌است. بایو بلو ۱۲٬۳۵۲ نفر جمعیت دارد و ۲٫۱۳ متر بالاتر از سطح دریا واقع شده‌است.